# Châteaudouble, Var
Châteaudouble är en kommun i departementet Var i regionen Provence-Alpes-Côte d'Azur i sydöstra Frankrike. Kommunen ligger i kantonen Callas som tillhör arrondissementet Draguignan. År 2022 hade Châteaudouble 476 invånare.

## Befolkningsutveckling
Antalet invånare i kommunen Châteaudouble
| Referens: INSEE |